# بلکبلیز
بکبلیز (انگلیسی: Backblaze) شرکت نرم‌افزار آمریکایی است، که در سال ۲۰۰۷ تأسیس شد.